# Internationaal Folklorefestival Hoogstraten
Het Internationaal Folklorefestival Hoogstraten is een driejaarlijks evenement in Hoogstraten dat in het teken staat van volksdans en volksmuziek. 
Het festival wordt georganiseerd door het vendeliersgilde en tamboerskorps de Gelmelzwaaiers en vindt iedere drie jaar eind juli of begin augustus plaats. De thema's zijn iedere editie verschillend. Zo treden er groepen uit Litouwen en Hongarije op, maar ook uit Nederland, België, de Verenigde Staten, China en Colombia. Ook wordt er een ambachtenmarkt georganiseerd. Deelnemers dragen vaak klederdracht.
Er waren voorgaande edities in: 1990 (eerste editie), 1993 (tweede editie), 1996 (derde editie), 1999 (vierde editie), 2002 (vijfde editie), 2005 (zesde editie), 2008 (zevende editie), 2011 (achtste editie) en 2014 (negende editie).
In 2017 vond de tiende editie plaats die 2000 bezoekers trok.
Vanwege de coronacrisis kon in de jaren 2020, 2021 en 2022 geen editie worden georganiseerd.
In het weekend van 28 tot 30 juli 2023 vond de elfde editie plaats van het Internationale Folklorefestival Hoogstraten. Dit is zes jaar na de tiende editie. Er waren groepen aanwezig uit België, Duitsland, Georgië en Schotland. De twaalfde editie wordt in het jaar 2026 verwacht.